# John Hinckley
John Warnock Hinckley (* 29. května 1955 Ardmore) je pachatel neúspěšného atentátu na amerického prezidenta Ronalda Reagana. Atentát spáchal dne 30. března 1981 ve Washingtonu, D.C., jakožto vyústění svých obsesí hollywoodskou herečkou Jodie Fosterovou, kterou chtěl tímto činem uchvátit.
Prezident a několik dalších osob bylo vážně zraněno, ale všichni přežili. Soudem byl shledán nevinným z důvodu nepříčetnosti a posléze byl umístěn do psychiatrické léčebny, kde byl hospitalizován do září 2016.

## Hudební kariéra
V roce 2020 John započal svojí hudební kariéru. Na platformách YouTube a Spotify sdílí svojí hudbu, převážně ze své tvorby. 